# أغنية العصافير الدورية
أغنية العصافير الدوريّة (بالفارسية: آواز گنجشک‌ها) فيلم دراما إيراني عُرض عام 2008، الفيلم من إخراج وانتاج مجيد مجيدي، والذي شارك أيضًا في كتابة السيناريو مع مهدي كاشاني. الفيلم من بطولة رضا ناجي والذي يلعب دور رب أسرة فقير يعمل في مزرعة نعام. أُستقبل هذا الفيلم بإشادات نقدية كثيرة.

## القصة
يروي الفيلم قصة كريم وهو رجل يعمل في مزرعة نعام يتم فصله بسبب هروب إحدى النعامات. يجد وظيفة جديدة في طهران، بينما يواجه مشاكل جديدة في حياته الشخصية.

## جوائز و ترشيحات
- ( ترشيح ) أفضل أداء للمثل رضا ناجي في الفيلم ضمن جوائز شاشة آسيا والمحيط الهادئ 2008.
- ( ترشيح ) أفضل فيلم بلغة أجنبية في حفل توزيع جوائز الأوسكار الواحد والثمانين.[7]
- ( فوز ) مهرجان برلين السينمائي الدولي : الدب الفضي لأفضل ممثل وهي من نصيب رضا ناجي.[8]
- ( فوز ) أفضل مخرج لمهرجان الفجر السينمائي الدولي 2008.
- ( فوز ) جائزة أفضل ممثل في مهرجان دمشق السينمائي الدولي 2008
- ( فوز ) جائزة المجلس الوطني للمراجعة لأفضل فيلم بلغة أجنبية عام 2008.